# Aphelinus lankaensis
Aphelinus lankaensis is een vliesvleugelig insect uit de familie Aphelinidae. De wetenschappelijke naam is voor het eerst geldig gepubliceerd in 1994 door Hayat.